# Sexurrección (álbum)
Sexurrección es el octavo álbum de estudio de la banda española de heavy metal Lujuria y fue lanzado por Warner Music Spain en 2012.
Después de terminar su gira del vigésimo aniversario, Lujuria decidió grabar material original, algo que no sucedía desde 2008, cuando lanzaron su disco Licantrofilia.  En este disco se enlistó el tema «Duro y potente» de la banda de rock española Banzai.  De este álbum se lanzó la canción homónima como sencillo en 2012.
Los cantantes Udo Dirkschneider, Leo Jiménez y José Antonio Manzano colaboraron en la grabación de Sexurrección y vocalizaron en las melodías «Deséame como si me odiaras», «Amor y lujuria» y «Somos latinos» respectivamente.
Este álbum consiguió entrar en la posición 90.º en las listas de popularidad españolas el 11 de noviembre de 2012.

## Lista de canciones
Todas las canciones fueron compuestas por Lujuria, excepto donde se especifique lo contrario.

| Side one |                                                      |                                                 |          |  |
| N.º      | Título                                               | Escritor(es)                                    | Duración |  |
| 1.       | «Sexurrección»                                       |                                                 | 4:58     |  |
| 2.       | «Cuando caza una pantera»                            |                                                 | 3:57     |  |
| 3.       | «Deséame como si me odiaras» (con Udo Dirkschneider) |                                                 | 4:24     |  |
| 4.       | «Amor y lujuria» (con Leo Jiménez)                   |                                                 | 5:14     |  |
| 5.       | «Destino noche salvaje»                              |                                                 | 4:57     |  |
| 6.       | «Nadie como tu»                                      |                                                 | 2:57     |  |
| 7.       | «Poema al coño rubio»                                |                                                 | 3:16     |  |
| 8.       | «El batallón sagrado de Tebas»                       |                                                 | 4:54     |  |
| 9.       | «Sibari»                                             |                                                 | 6:07     |  |
| 10.      | «Duro y potente» (versión de Banzai)                 | Salvador Domínguez / Jorge Alberto Adal Manzano | 4:16     |  |
| 11.      | «Somos latinos» (con José Antonio Manzano)           |                                                 | 4:43     |  |

## Créditos

### Lujuria
- Óscar Sancho — voz
- Jesús Sanz — guitarra líder
- Julio Herranz — guitarra rítmica
- Javier Gallardo — bajo
- Maikel — batería
- Ricardo Mínguez — teclados

### Músicos invitados
- Udo Dirkschneider — voz (en la canción «Deséame como si me odiaras»)
- Leo Jiménez — voz (en la canción «Amor y lujuria»)
- José Antonio Manzano — voz (en la canción «Somos latinos»)
- Fernando Montesinos — guitarra, bajo y coros

### Personal técnico
- Fernando Montesinos — productor, ingeniero de audio, mezclador y masterizador
- Javier García — ingeniero de sonido

### Personal artístico
- Fernando Nanderas — diseño e ilustraciones
- Sergio Espín Gea — diseño de contraportada
- Thais Rojano — fotografía

### Personal vario
- David Sanz — administración
- Aisha Gigosos Gorgojo — modelo

## Listas
| Año  | País   | Lista           | Posición máxima |
| ---- | ------ | --------------- | --------------- |
| 2012 | España | Top 100 Álbumes | 90.º            |